# Acacia somalensis
Acacia somalensis é uma espécie de leguminosa do gênero Acacia, pertencente à família Fabaceae.